# 康乃爾大學圖書館

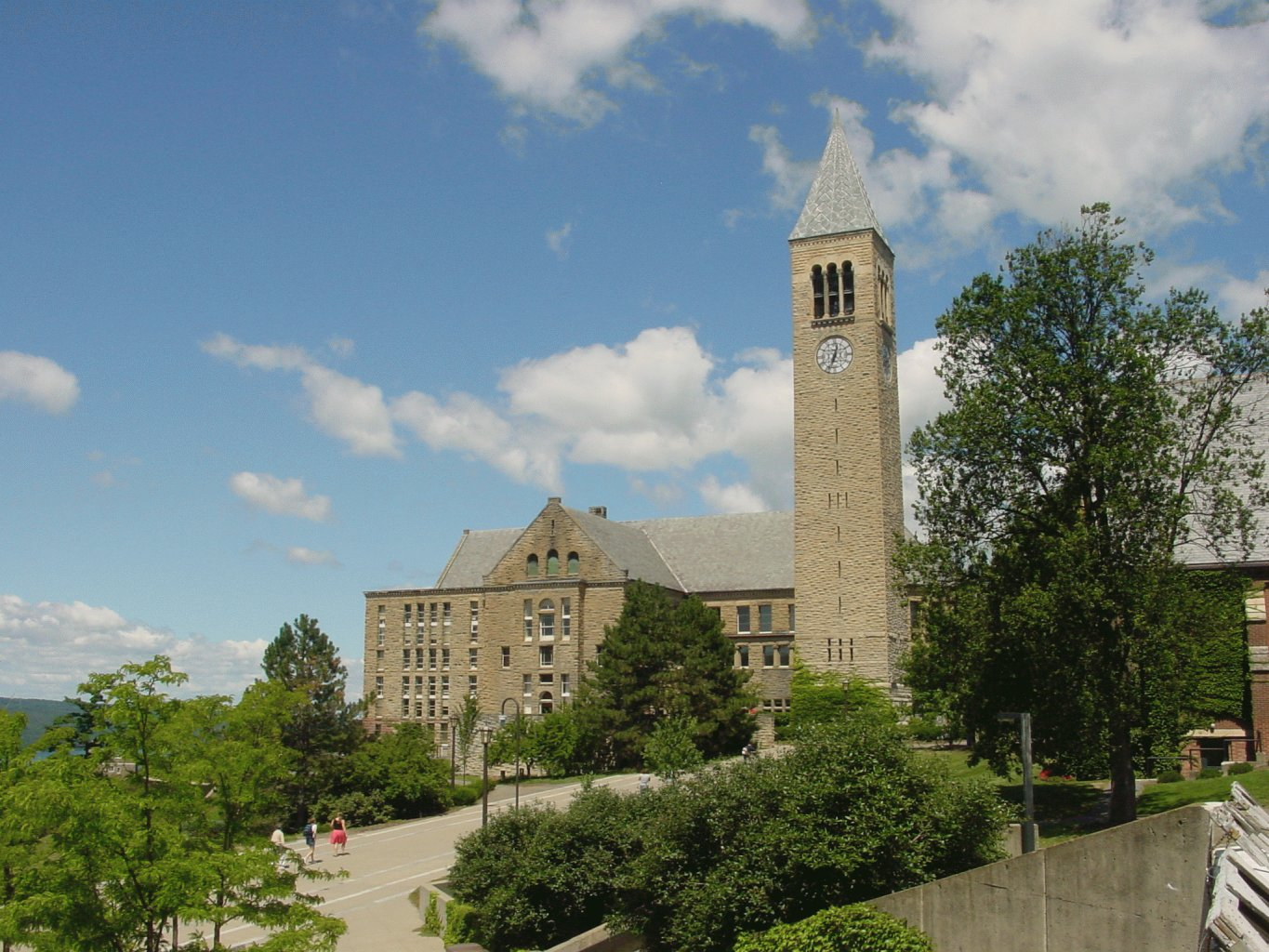
尤里斯圖書館和麥吉爾塔

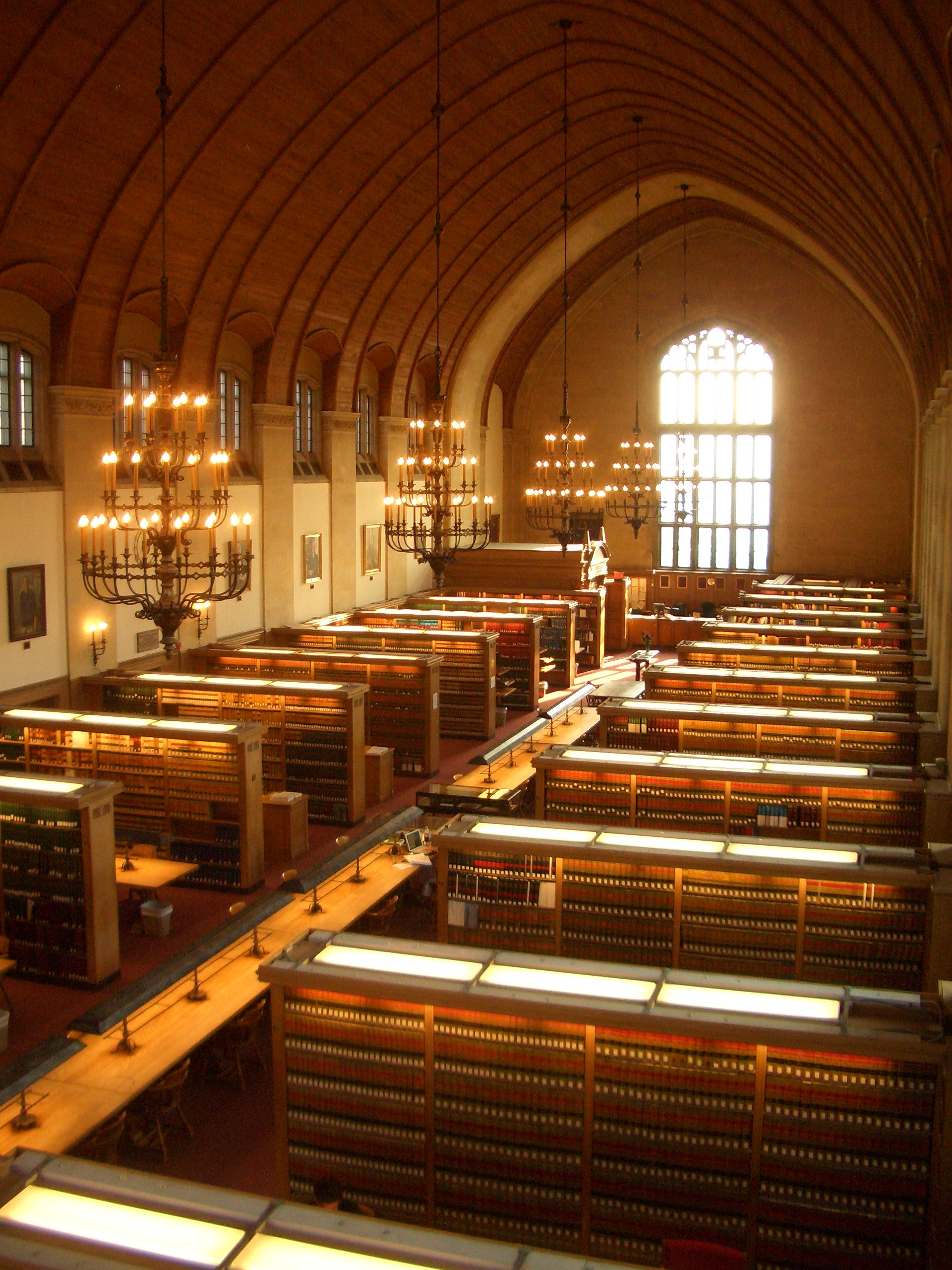
康乃爾法學院圖書館

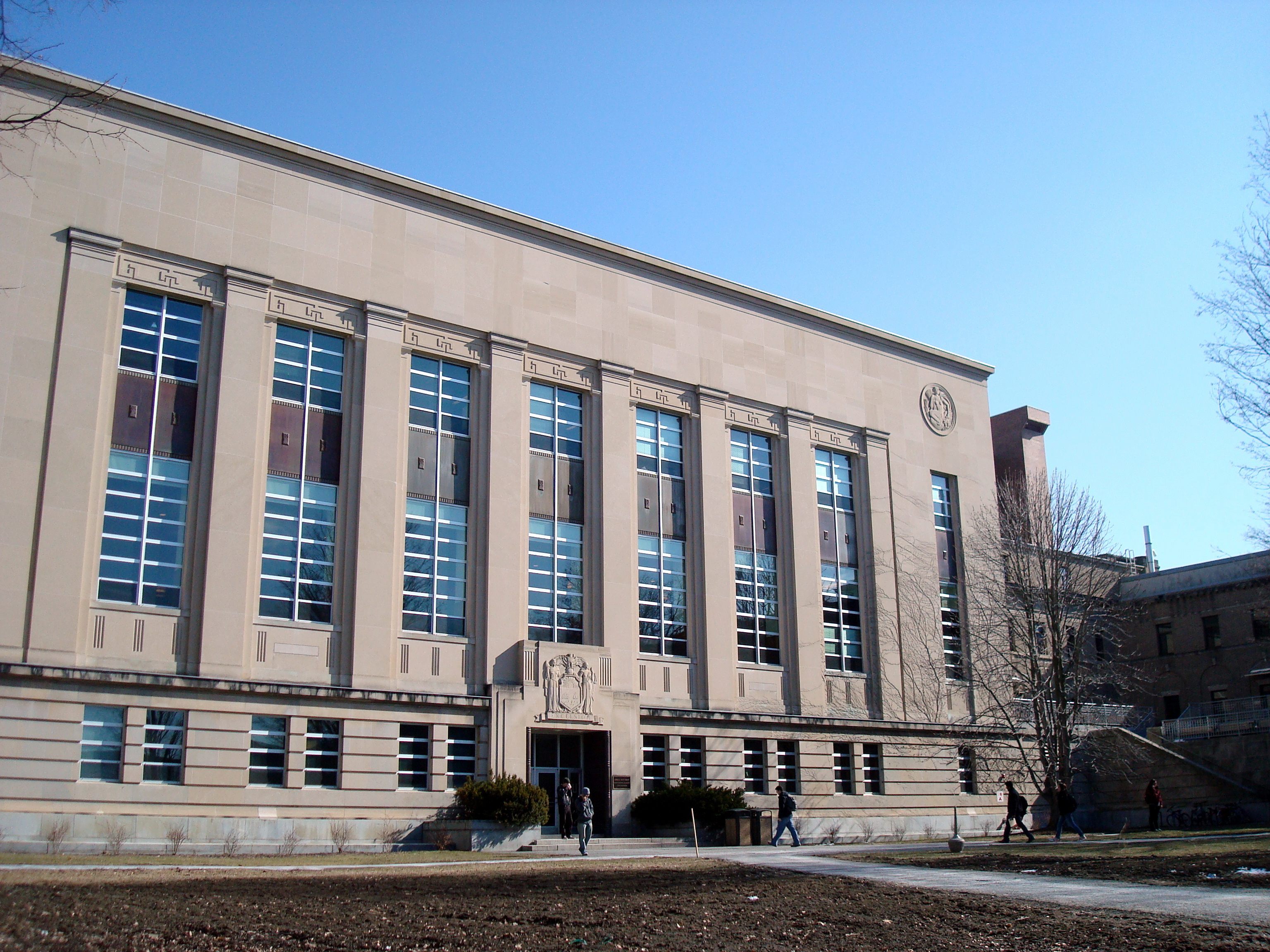
曼圖書館

康乃爾大學圖書館（英語：Cornell University Library）是康奈尔大学的图书馆系统。截至2014年，它擁有超過800萬冊印刷书籍和超過100萬本電子书籍。當前12萬種期刊標題中有90％以上可在这里在線獲得。它擁有850萬個微縮膠片和縮微膠片，超過71000立方英尺（2000立方米）的手稿，以及近50萬種其他材料，包括電影、DVD、錄音和計算機文件，此外還有大量的數字資源和档案。按館藏數量排名，它是北美第16大圖書館。

## 历史
最初，該系統是存儲在默里尔堂（Morrill Hall）中的18000册书籍的集合。 康奈爾大學的第一任圖書館館長丹尼爾·威拉德·菲斯克（Daniel Willard Fiske）逝世後，便將他的全部財產捐贈給了大學，安德魯·迪克森·懷特總統也將其全部財產捐贈給了康乃爾大學。 在菲斯克的指導下，康奈爾的圖書館引入了許多創新，包括允許大學生瀏覽書籍並將其帶出。到1885年，圖書館已經安裝了電燈並每天開放12小時（而不是像美國大學當時大多數其他圖書館那樣每週只花開個小時，而是足夠的時間供師生借閱或歸還書籍），使學生可以將其用作參考圖書館。

## 單位
- Adelson Library （页面存档备份，存于）（鳥類學實驗室）
- Africana Library （页面存档备份，存于）（非洲研究中心）
- Catherwood Library（英语：Catherwood Library）（工業與勞動關係圖書館）
- Cornell Engineering Library（英语：Cornell Engineering Library）（卡佩特堂）
- Fine Arts Library （页面存档备份，存于） （蘭德堂）
- Geneva Experiment Station Library （页面存档备份，存于）
- Asia Collections （页面存档备份，存于）（亞洲研究)
- Rare and Manuscript Collections （页面存档备份，存于）（珍貴館藏）
- Law Library （页面存档备份，存于）
- Management Library （页面存档备份，存于）
- Mann Library （页面存档备份，存于）
- Mathematics Library （页面存档备份，存于）
- Medical Library （页面存档备份，存于）
- Music Library （页面存档备份，存于）（林肯堂）
- Nestlé Library （页面存档备份，存于） （酒店管理學院圖書館）
- Olin & Uris Libraries （页面存档备份，存于）
- Physical Sciences Library （页面存档备份，存于）（虛擬）
- Veterinary Library (Flower-Sprecher Veterinary Library) （页面存档备份，存于）